# Raimon d'Abadal i Calderó
Raimon d'Abadal i Calderó (Vic, 7 de gener de 1862— Rupià, 17 de novembre de 1945), també conegut com a Ramon d'Abadal i Calderó, va ser un polític catalanista conservador de la Lliga Regionalista i un reconegut advocat català.

## Família
Raimon d'Abadal és fill de Joan d'Abadal i Cavalleria (1813-1891) i de Maria Mercè Calderó i Vila. És germà de Joaquim Abadal i de Joan d'Abadal i oncle de l'historiador Ramon d'Abadal i de Vinyals i de Lluís Vila i d'Abadal.
Alhora, és besoncle de Marià Vila d'Abadal i rebesoncle de Josep Maria Vila d'Abadal.

## Biografia
De família benestant, tenia propietats a Dosrius, Vic, Sant Gervasi de Cassoles i les Corts de Sarrià i professionalment era conseller de la companyia cimentera Asland.
Fou diputat a Corts pel Partit Conservador a les eleccions generals espanyoles de 1899, però la seva defensa del catalanisme li va segar la carrera política al si dels partits dinàstics espanyols. De fet el mateix 1899 havia estat un dels fundadors del Centre Nacional Català.
Per aquest motiu va entrar a militar a la Lliga Regionalista des del mateix moment de la seva fundació el 1901. Era partidari de Cambó i el 1904 entrà a la seva Comissió d'Acció Política. En va ser el president des del 1908 fins al 1936. Amb el nou partit Abadal va ocupar diversos càrrecs polítics de l'àmbit català: regidor de Barcelona el 1903 i el 1911 (on tirà endavant les diverses reformes urbanístiques del nucli antic); senador per la Diputació de Barcelona el 1907 i el 1910; i després per la Sociedad Económica de Amigos del País el 1906, el 1914, el 1916 i el 1918. Durant la crisi de 1917 va exercir de president de l'Assemblea de Parlamentaris que liderava la Lliga a Barcelona i que va reunir fins a 68 diputats (46 dels quals catalans), fins que la Guàrdia Civil la dissolgué.
En el camp cívic fou president de l'Ateneu Barcelonès el 1902; president de l'Acadèmia de Jurisprudència i Legislació de Catalunya (1903-1904 i 1911-1912). El 1924 va ser elegit degà del Col·legi d'Advocats de Barcelona, però el 1926 el govern de Miguel Primo de Rivera el va destituir, el va ficar a la presó i el desterrà a Alcalà de Xivert. El 1930 fou restituït al seu lloc i seguí presidint l'entitat fins al 1935.
Poc després va ser diputat a Corts durant la República des de les eleccions generals espanyoles de 1931, i també diputat al Parlament de Catalunya: en ambdós llocs era ell qui dirigia els grups parlamentaris de la Lliga. A Madrid es va oposar aferrissadament a les mesures anticlericals del govern, i a Catalunya es va oposar també aferrissadament a la Llei de Contractes de Conreu que impulsava la Generalitat d'ERC.
El 1936 es va exiliar a la Itàlia feixista.

## Obres
- La llibertat en el dret civil; Barcelona; 1904 (discurs a l'Acadèmia de Jurisprudència)
- Examen jurídic del Decret de dissolució de la Companyia de Jesús; Barcelona; 1932 (discurs a les Corts Constituents el 5 de febrer de 1932)
- El règim de la propietat a Catalunya després de l'Estatut; Barcelona; 1933
- Dietari de guerra, exili i retorn (1936-1940), Publicacions de l'Abadia de Montserrat, 2001